# كمال الدين حيداروف
كمال الدين فتاح أغلو حيداروف  - (بالأذربيجانية: Heydərov Kəmaləddin Fəttah oğlu) (يوليو 1961، ريف جيشمابازار، ناحية بابك، جمهورية نخجوان الذاتية) هو وزير حالات الطوارئ في جمهورية أذربيجان، وكولونيل عام، ورئيس فدراليات التايكواندو والملاكمة في أذربيجان، ونائب رئيس اتحاد التايكواندو في العالم، وملحن أذربيجاني.

## حياته
ولد كمال الدين حيداروف في 15 يوليو عام 1961 في ريف جيشمابازار ناحية بابك في جمهورية نخجوان الذاتية. تخرج من المدرسة الثانوية في مدينة نخجوان، عام 1978.

## وظائفه
- في 1978, بدأ عمله في إدارة استكشاف: «بحر قزوين للنفط والغاز».
- في 1995، رئيس لجنة الجمارك الحكومية في جمهورية أذربيجان.
- في 2006، وزير حالات الطوارئ في جمهورية أذربيجان.[2]

## جوائز
- وسام شهرة (أذربيجان) - 14 يوليو عام 2011.
- وسام «علم أذربيجان» - 15 ديسمبر عام 2008.
- وسام «خدمات الوطن» - درجة ثانية - 29 يوليو عام 2015.

## كملحن
هو مؤلف العديد من الأغاني، وفي عام 2009 أصدر ألبومًا إسمه «الجبال التي أثق بها» ويتكون من أربعة اسطوانات.